# Marian Zieliński

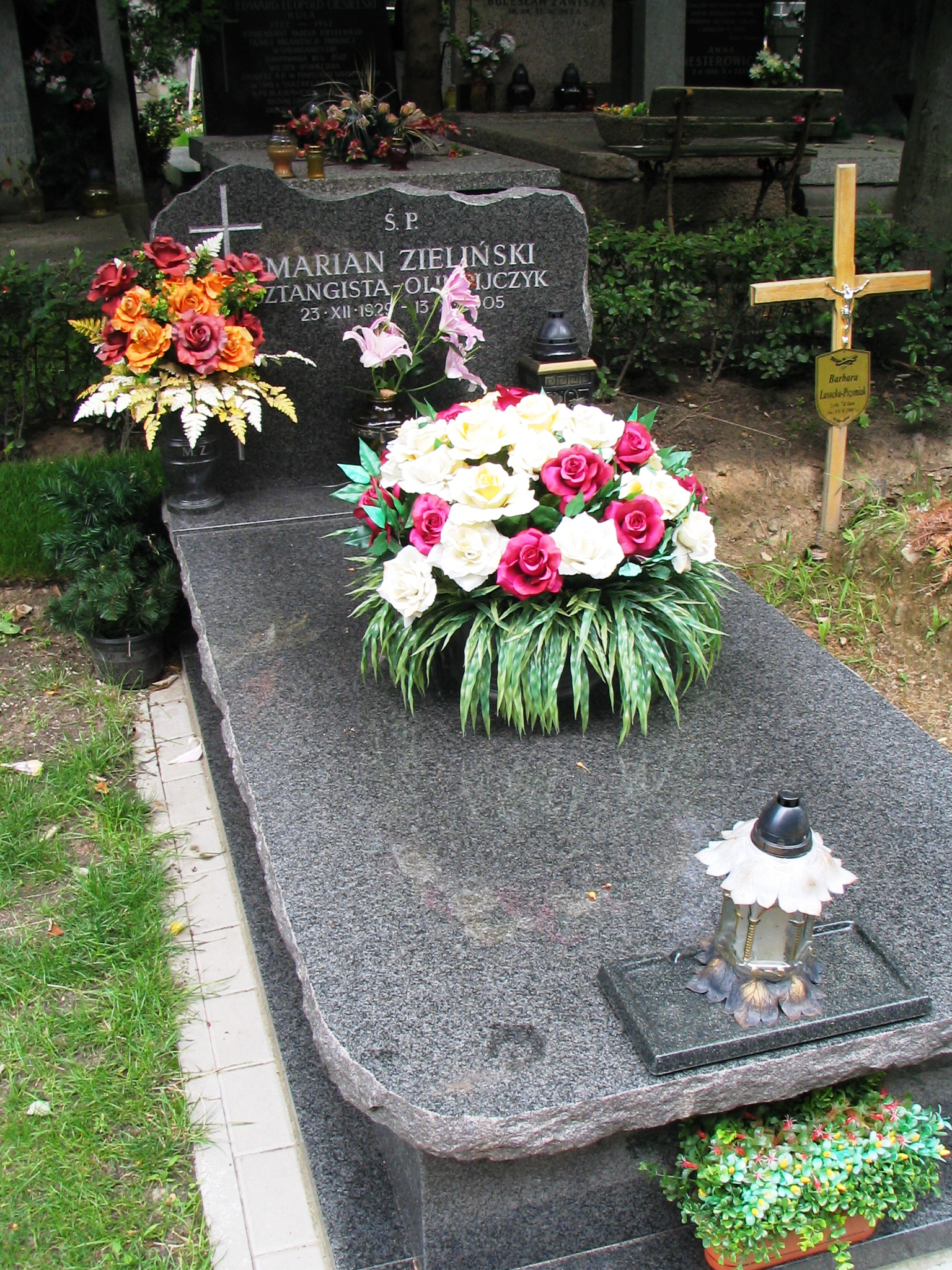
Grób Mariana Zielińskiego na Cmentarzu Wojskowym na Powązkach w Warszawie, 23 lipca 2008

Marian Zieliński (ur. 23 grudnia 1929 w Chełmie, zm. 13 października 2005 w Warszawie) – polski sztangista, trzykrotny medalista olimpijski i wielokrotny medalista mistrzostw świata. Jeden z najbardziej utytułowanych polskich ciężarowców.

## Kariera
Pierwszy sukces w karierze osiągnął w 1956 roku, kiedy podczas mistrzostw Europy w Helsinkach zdobył brązowy medal w wadze piórkowej. W tym samym roku wystartował na igrzyskach olimpijskich w Melbourne, gdzie także zajął trzecie miejsce. W zawodach tych wyprzedzili go jedynie Isaac Berger z USA oraz Jewgienij Minajew z ZSRR. Następnie zwyciężył w tej samej wadze na mistrzostwach świata w Warszawie w 1959 roku, wyprzedzając Bergera i Włocha Sebastiano Mannironiego.
Od 1960 roku startował w wadze lekkiej. Jeszcze w tym roku wystąpił na igrzyskach w Rzymie, gdzie zajął czwarte miejsce. Walkę o podium przegrał tam z Abdulem Wahidem Azizem z Iraku. Przez dwa kolejne lata zdobywał brązowe medale: na mistrzostwach świata w Wiedniu i mistrzostwach świata w Budapeszcie. W 1963 roku zdobył swój drugi tytuł mistrza świata, zwyciężając podczas mistrzostw świata w Sztokholmie. Rok później wziął udział w igrzyskach olimpijskich w Tokio, zajmując trzecie miejsce w wadze lekkiej. Wygrał tam kolejny Polak, Waldemar Baszanowski, a srebrny medal zdobył Władimir Kapłunow z ZSRR.
Kolejne sukcesy osiągał w latach 1965 i 1966, zdobywając srebrne medale na mistrzostwach świata w Teheranie i mistrzostwach świata w Berlinie. Najpierw uległ tylko Baszanowskiemu, a rok później wyprzedził go Jewgienij Kacura z ZSRR. Ostatni medal wywalczył w 1968 roku, po raz kolejny zajmując trzecie miejsce na igrzyskach olimpijskich w Meksyku. Tym razem lepsi okazali się Baszanowski i Parwiz Dżalajer z Iranu.
Łącznie zdobył dziewięć medali mistrzostw Europy: złote w latach w 1959 (waga piórkowa), 1960 i 1963 (waga lekka), srebrne w latach 1966 i 1968 (waga lekka) i brązowe w latach 1956 (waga piórkowa), 1957, 1961 i 1962 (waga lekka). Siedmiokrotnie zdobywał tytuł mistrza Polski: w 1954 i 1958 roku w wadze piórkowej oraz w latach 1959, 1960, 1961, 1962 i 1966 w wadze lekkiej.
Kilkakrotnie bił rekordy świata, w tym w trójboju w wadze lekkiej wynikiem 417,5 kg (w 1963 roku). Był zawodnikiem Legii Warszawa.
Pochowany w Alei Zasłużonych na cmentarzu Powązki Wojskowe w Warszawie (kwatera A29-tuje-13).